# Saint-Philibert (stacja metra)
Saint-Philibert – stacja metra w Lille, położona na linii 2. Znajduje się w Lille, w  dzielnicy Lomme. Stacja znajduje się w pobliżu centrum handlowego Ikea, Carrefour i szpitala Saint-Philibert.
Została oficjalnie otwarta 1 kwietnia 1989. Jest stacją początkową linii.